# نمس غامبي
النمس الغامبي (Mungos gambianus) هو نوع من النمس موطنه منطقة السافانا والغابات الممتدة من غامبيا إلى نيجيريا، تم إدراجه كـ "نوع غير مهدد" على قائمة الاتحاد العالمي للحفاظ على الطبيعة (IUCN) منذ عام 2008.